# Jeon Ju-won
Jeon Ju-won (전주원?; Seul, 15 novembre 1972) è un'ex cestista e allenatrice di pallacanestro sudcoreana.

## Carriera
Con la Corea del Sud ha disputato due Olimpiadi (1996, 2000) e due Campionati del mondo (1998, 2002.